# Municipio de Jenkins (Misuri)
El municipio de Jenkins (en inglés: Jenkins Township) es un municipio ubicado en el condado de Barry en el estado estadounidense de Misuri. En el año 2010 tenía una población de 398 habitantes y una densidad poblacional de 5,44 personas por km².

## Geografía
El municipio de Jenkins se encuentra ubicado en las coordenadas 36°46′49″N 93°41′40″O / 36.78028, -93.69444. Según la Oficina del Censo de los Estados Unidos, el municipio tiene una superficie total de 73.19 km², de la cual 72,84 km² corresponden a tierra firme y (0,48 %) 0,35 km² es agua.

## Demografía
Según el censo de 2010, había 398 personas residiendo en el municipio de Jenkins. La densidad de población era de 5,44 hab./km². De los 398 habitantes, el municipio de Jenkins estaba compuesto por el 92,46 % blancos, el 0,25 % eran afroamericanos, el 1,26 % eran amerindios, el 0,25 % eran asiáticos, el 3,77 % eran de otras razas y el 2,01 % eran de una mezcla de razas. Del total de la población el 3,77 % eran hispanos o latinos de cualquier raza.